# Capilla Blanca

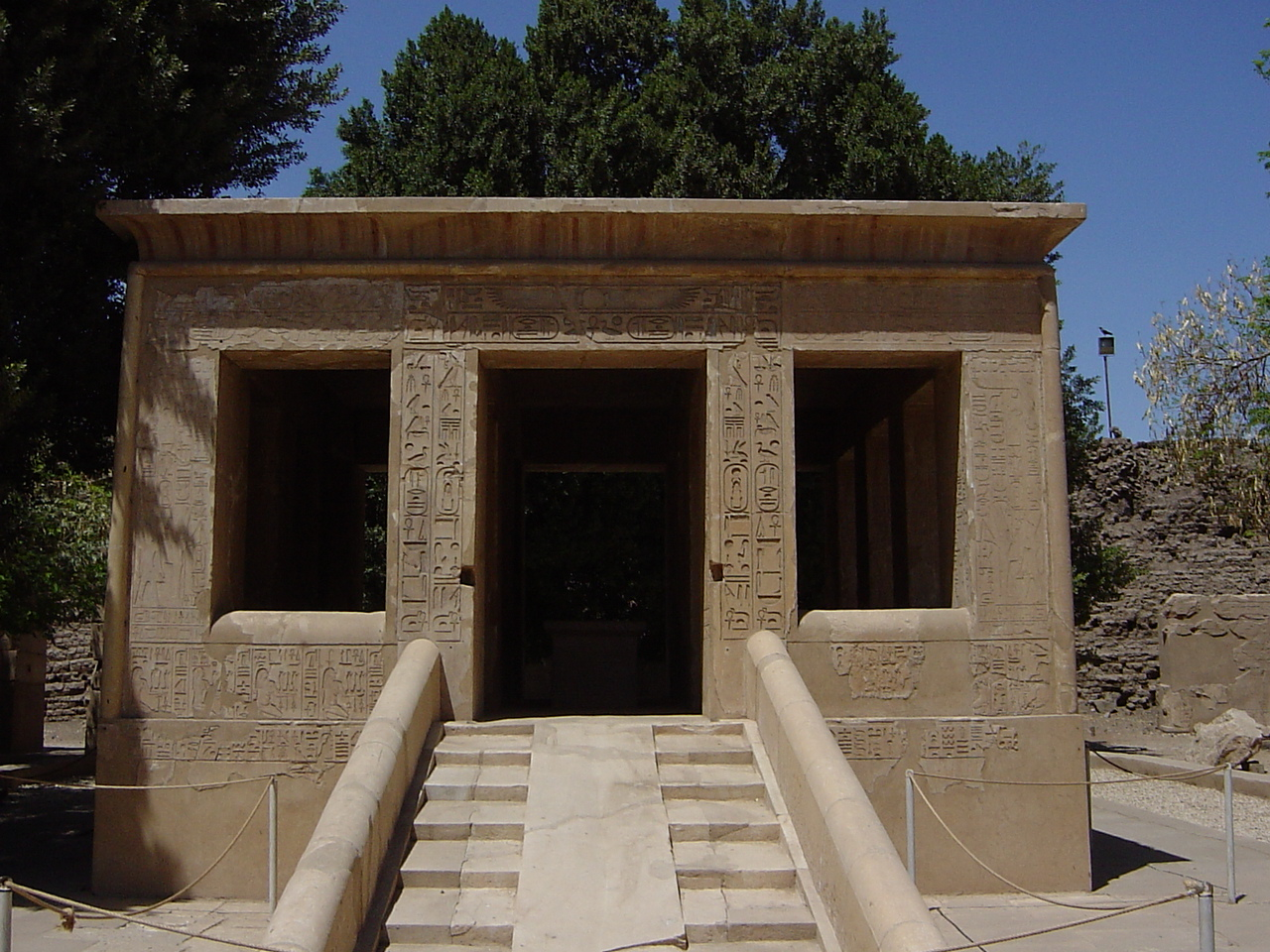
La Capilla Blanca de Sesostris I.

La Capilla Blanca de Sesostris I, también conocida como la Capilla del Heb Sed de Sesostris I, es una edificación egipcia construida durante el Imperio Medio. Durante el Imperio Nuevo fue demolida y utilizada como cantera para el Tercer Pilono del Recinto de Amón Ra, en el Templo de Karnak.
En 1927 Henri Chevrier y Pierre Lacau hallaron numerosos elementos de la capilla entre los bloques del Tercer Pilono del templo principal, construido en tiempos de Amenofis III, y entre 1927 y 1930 se obtuvieron un total de 77 piezas, extraídas cuidadosamente y recolocadas para reconstruir el edificio que se observa en la actualidad en el Museo al Aire Libre de Karnak.
La Capilla Blanca está realizada en caliza de Tura, una roca blanca y dura de gran belleza y calidad. Sus columnas muestran relieves de una gran maestría con un excepcional nivel de detalle, superior al resto de relieves de Karnak, y muestran al faraón Sesostris siendo coronado y acogido por Amón, Horus, Min y Ptah. Los relieves se hallaban policromados, si bien el paso del tiempo ha eliminado la coloración, salvo en algunos sectores, donde se aprecian trazos rojos, blancos o amarillos.
A lo largo de toda la base del muro exterior discurre una serie de relieves describiendo los emblemas y las divinidades de los nomos de Egipto. En el lado occidental aparecen los del Alto Egipto, y en la parte oriental los del Bajo Egipto.